# Juvenal Pezo Benavente
Juvenal Pezo Benavente fue un político peruano. 
Nació en el Cusco el 6 de octubre de 1915. Cursó sus estudios primarios y secundarios en el Colegio Nacional de Ciencias de su ciudad natal y los estudios superiores en la Universidad Nacional Mayor de San Marcos en Lima y en la Universidad Nacional de San Antonio Abad del Cusco. En 1938 ingresó a trabajar como profesor en el Colegio Ciencias y en 1940 a la Universidad San Antonio Abad. Fue miembro fundador de la Sociedad Científica del Cusco y cofundador de la sección de arqueología de la facultad de letras de la universidad San Antonio Abad.
En 1947 fue uno de los fundadores del Club de Leones del Cusco. En 1950 fue designado regidor de la Municipalidad provincial del Cusco bajo la alcaldía de Sergio Quevedo Aragón. Fue elegido diputado por el departamento del Cusco en 1956 con 1121 votos en las Elecciones de 1956 en los que salió elegido por segunda vez Manuel Prado Ugarteche.
Luego de su periodo parlamentario se reincorporó a la docencia universitaria y en 1966 fue electo Rector de la Universidad Nacional de San Antonio Abad del Cusco.